# Lusaghbyur, Lori
Lusaghbyur là một đô thị thuộc tỉnh Lori, Armenia. Dân số ước tính năm 2011 là 1216 người.